# حمزانلو
حمزانلو، روستایی از توابع بخش مرکزی شهرستان بجنورد در استان خراسان شمالی ایران است.

## جمعیت
این روستا در دهستان آلاداغ قرار دارد و بر اساس سرشماری مرکز آمار ایران در سال 1395، جمعیت آن 734 نفر (202 خانوار) 365 مرد و 369 زن بوده است. 

## زبان
مردم روستا به زبان کردی حرف می زنند و کرد هستند.